# DR 243 sorozat
A DB 143 sorozat, korábban DR 243 sorozat egy német Bo'Bo' tengelyelrendezésű villamosmozdony-sorozat.

## Története

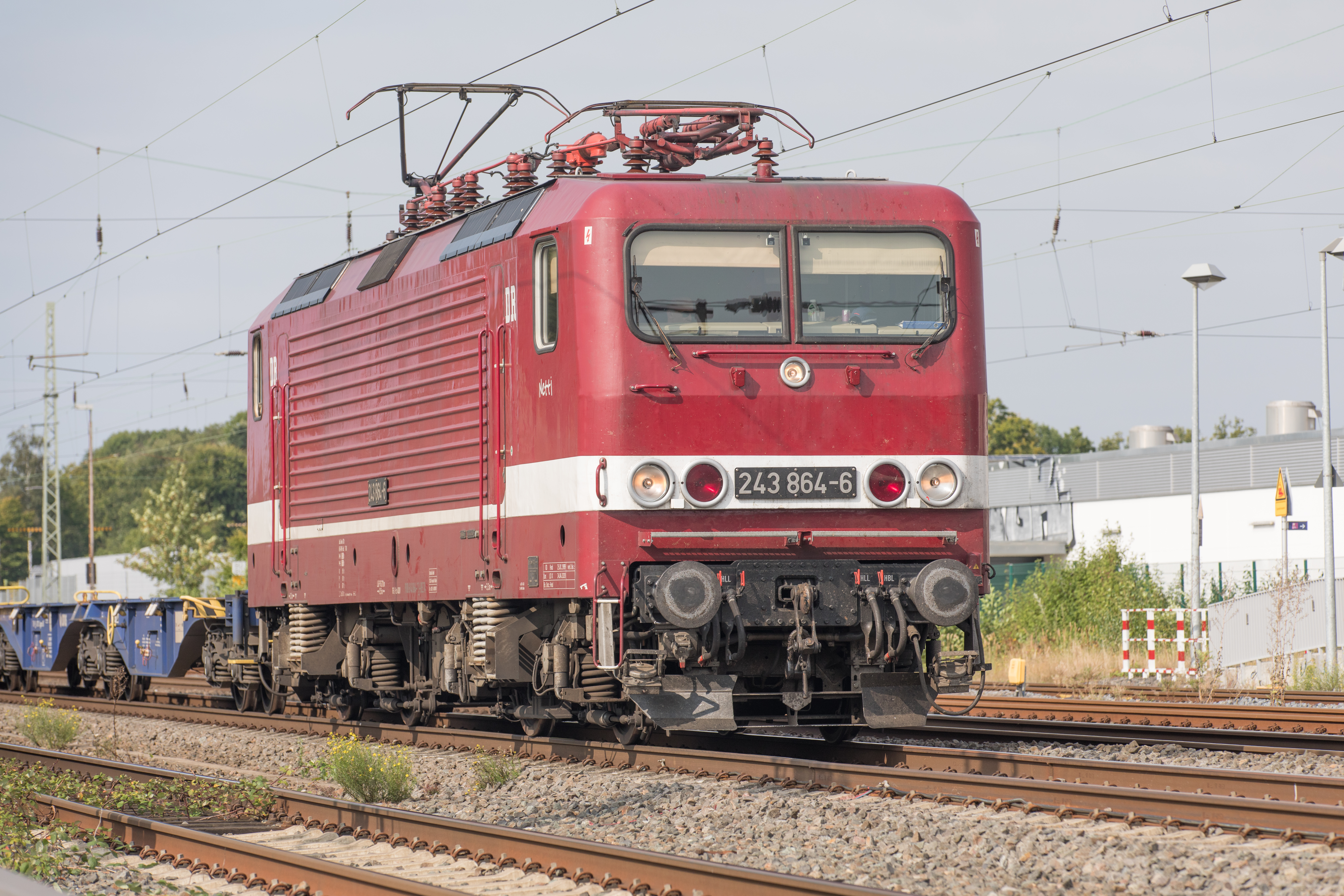
243 864 a Deutsche Reichsbahn eredeti színösszeállításában

1982-ben elkészült egy új négytengelyes mozdonysorozat prototípusa az NDK-ban. Ezt az akkor 212 001-es jelölésű mozdonyt 160 km/h sebességre tervezték. Mivel az NDK vasútjának, a Deutsche Reichsbahnnak nem volt 120 km/h-nál nagyobb sebességre alkalmas pályája, nem volt szüksége ilyen sebességű mozdonyra, ezért a jármű hajtását átalakították 120 km/h sebességre. A modern, tirisztoros fokozatkapcsolóval, villamosfékkel, sebességszabályzással felszerelt mozdony az NDK standard mozdonya lett, 1982-től 1991-ig 636 darab épült belőlük. A német újraegyesítés után sorozatszámukat 243-ról 143-ra módosították, és a mozdonyok eljutottak a nyugati országrészben is. A Deutsche Bahn felosztásával valamennyi mozdony a DB Regióhoz került. Az új motorvonatok és a magáncégeknek a személyszállításban történt megjelenése miatt 2006 óta egyes mozdonyokat leállítottak, illetve kölcsönadtak teherforgalommal foglalkozó magánvasutaknak. 2008-tól a DB Regio elkezdte selejtezni a sorozatot. 2009 végéig mintegy 100 darab mozdonyt vágtak szét.
Néhány mozdonyt átépítettek 140 km/h sebességre, de a Német Vasúti Hivatal még nem engedélyezte ezek nagyobb sebességű közlekedését.
A prototípus, a korábbi 212 001 jelenleg 143 001 számon magánvasúti mozdonyként dolgozik.